# شرکت برودکام
شرکت برودکام (انگلیسی: Broadcom Inc.) شرکت الکترونیکی آمریکایی است، که در زمینه تولید نیم‌رساناهای آنالوگ و دیجیتال، مورد استفاده در زیرساخت‌های سیمی، ارتباطات بی‌سیم، تجهیزات ذخیره‌سازی سازمانی و صنعتی، فعالیت می‌نماید.
شرکت برودکام در سال ۱۹۶۱ به‌عنوان بخش نیم‌رسانای شرکت ایچ‌پی راه‌اندازی شد و در سال ۲۰۰۵ در پی خریداری توسط شرکت کوهلبرگ کراویس رابرتس، نام آن به آواگو تغییر پیدا کرد، در سال ۲۰۱۶ پس از خریداری برودکام، نام آن از آواگو به برودکام اینکورپوریتد تغییر یافت.
دفتر مرکزی این شرکت در منطقه مارونواوچی، سن خوزه، کالیفرنیا قرار دارد و بخشی از سهام آن در بازار بورس نیویورک معامله می‌شود و جزئی از شاخص نزدک-۱۰۰ و شاخص اس اند پی ۵۰۰ بشمار می‌آید.

## خرید وی‌ام‌ویر
۵ خرداد ۱۴۰۱، رسماً اعلام شد که برودکام شرکت وی‌ام‌ویر را با قیمت حدود ۶۱ میلیارد دلار تصاحب خواهد کرد. خرید وی‌ام‌ویر توسط برودکام یکی از بزرگترین معاملات در تاریخ فناوری اطلاعات محسوب می‌شود.